# Veliki Gorenec
Veliki Gorenec is een plaats in de gemeente Bednja in de Kroatische provincie Varaždin. De plaats telt 51 inwoners (2001).